# モホ

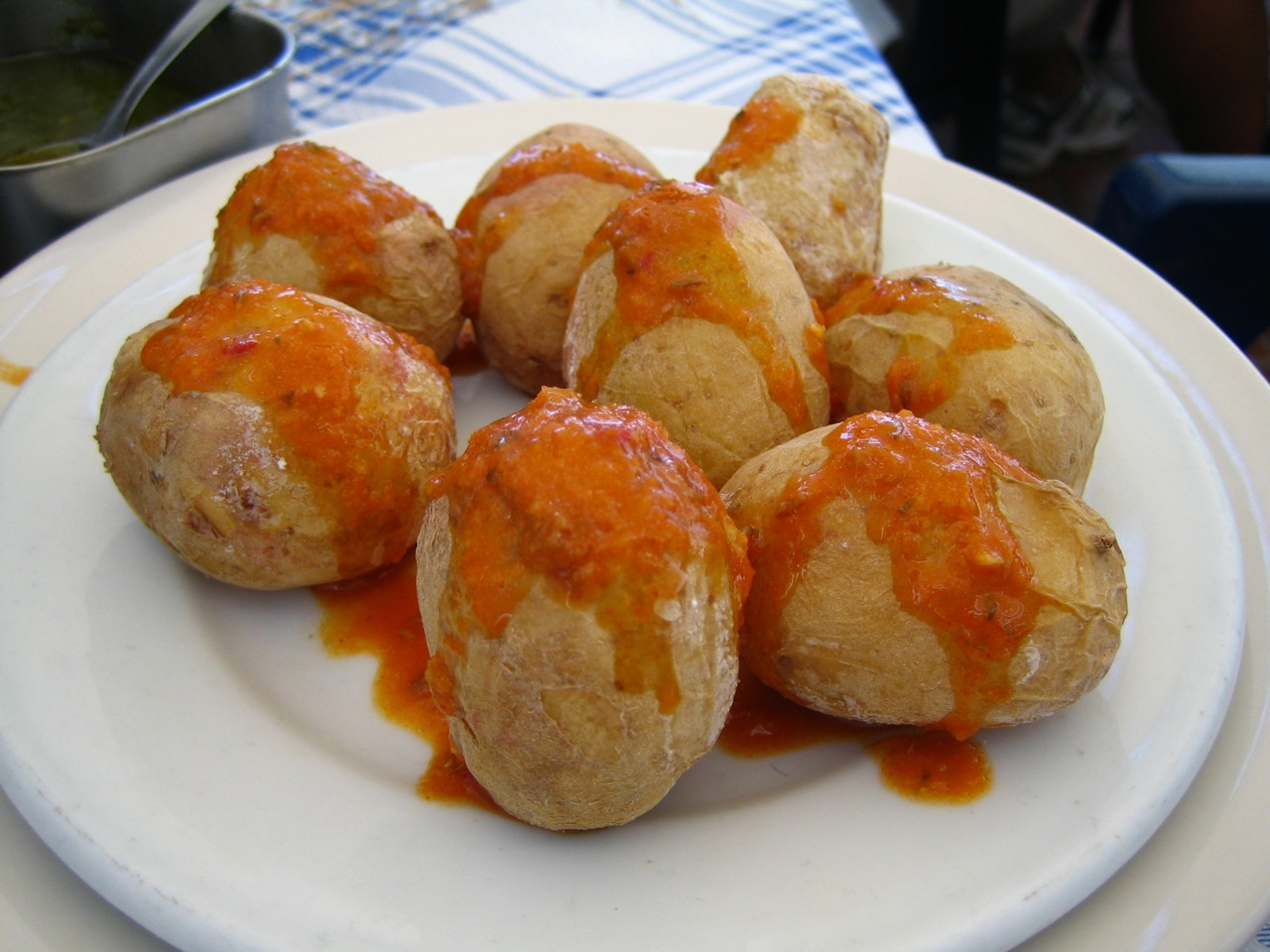
モホをかけた「パパス・アルガダス」

モホ（Mojo）は、カナリア諸島原産のソースの一種である。様々な種類があり、赤色のものが最も一般的であるが、緑色やオレンジ色、その他の色のものもある。
基本的なレシピでは、オリーブオイル、大量のニンニク、パプリカ、クミンを混ぜ、酢、レモン、オレンジ、ライム等の果汁を加えて味付けする。カナリア諸島名物のベークドポテトの一種「パパス・アルガダス」等にかけられる他、食事の最初に食べられるパンにつけることもある。カナリア諸島からの移民によって持ち込まれた同じモホという名前を持つよく似たソースが、キューバ等のカリブ地域やアメリカ合衆国のディープサウス地域でもバーベキュー用ソースとして用いられている。トマト、コショウ、アボカド等、様々な味付けがなされている。
キューバ料理では、ニンニク、オリーブオイル、オレンジジュースから作るソースをモホといい、キャッサバの茎で味付けし、ローストポークのマリネ等に用いられる。

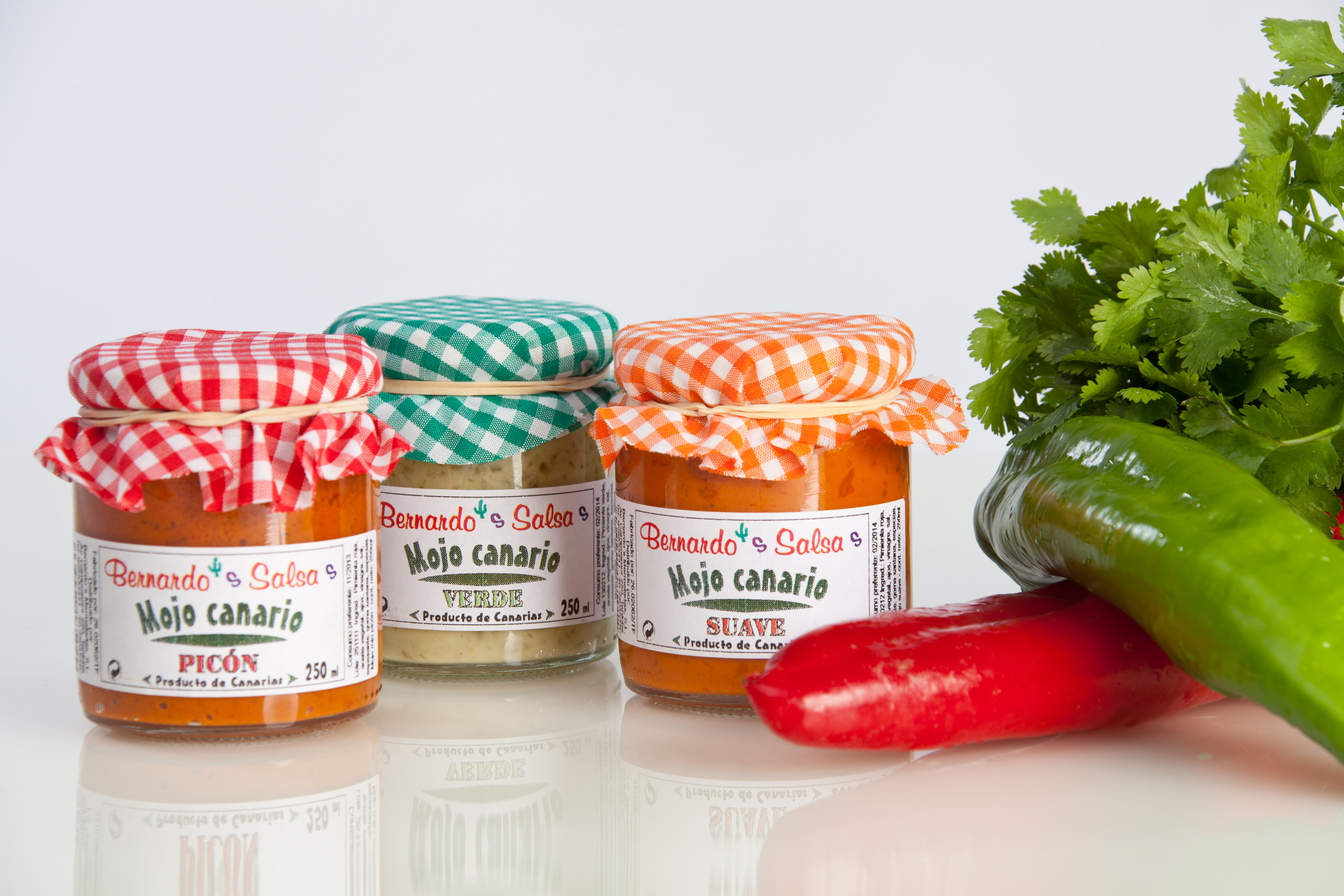
Mojo Canario

プエルトリコでは、刻んだコリアンダーやパセリ等のハーブと塩、大量のつぶしたニンニクとオリーブオイルから作るソースをさす。黒コショウ、タマネギ、酢、レモンが加えられることもある。トストーネやキャッサバ、モフォンゴ等につけて食べられる。